# B級潜水艦 (アメリカ海軍)
B級潜水艦 (B-class submarine) は、アメリカ海軍の潜水艦の艦級。フォアリバー造船所で3隻が建造された。当初はバイパー、カトルフィッシュ、タランチュラの艦名であったが、1911年11月17日に3隻とも改名された。
就役後は訓練、実験任務を担当し、その後全艦フィリピンに運ばれ同地での任務に就く。第一次世界大戦時にはマニラ湾で活動したが、後に全艦が標的艦として海没処分された。

## 同型艦
- バイパー B-1 (USS Viper/B-1, SS-10)

　就役1907年10月18日　退役1921年12月01日
　1911年11月17日よりB-1に改称、名の由来はクサリヘビ科に属する毒蛇の総称。
- カトルフィッシュ B-2 (USS Cuttlefish/B-2, SS-11)

　就役1907年10月18日　退役1919年12月12日
　1911年11月17日よりB-2に改称、名の由来はコウイカ目に属するイカの総称。
- タランチュラ B-3 (USS Tarantula/B-3, SS-12)

　就役1907年12月03日　退役1921年07月25日
　1911年11月17日よりB-3に改称、名の由来はオオツチグモ科に属する一部の大型グモの総称。